# 万安公主 (唐朝)
万安公主（?—?），唐玄宗李隆基之女，唐朝公主。
她的生母不详，开元四年（716年）五月二十日，唐睿宗去世，五月廿五日，万安公主为女道士。天宝七年（748年），万安公主出居金仙观，赐实封一千户。唐玄宗退位为太上皇，回到长安，居住太极宫。唐肃宗只允许万安公主、咸宜公主进入太极宫，料理父亲起居。